# 人情刑事・宮本清四郎 死を招く山百合
『人情刑事・宮本清四郎 死を招く山百合』（にんじょうけいじ・みやもとせいしろう しをまねくやまゆり）は、2005年にテレビ東京系「女と愛とミステリー」で放送されたテレビドラマ。主演は愛川欽也。視聴率は6.9%。

## キャスト
- 宮本清四郎（巣鴨北署巡査長） - 愛川欽也
- 川名弥生（宮本の幼馴染） - 酒井和歌子
- 村木明代（久世家の家政婦） - 高畑淳子
- 井出陽太郎（KR電機営業部長） - 天宮良
- 久世竜蔵（KR電機社長・政枝の父） - 樋浦勉
- 小野川正彦（小野川電気社員・井手の友人） - 篠塚勝
- 井出政枝（井出の妻） - 中村綾
- 杉森勇（陽太郎の友人） - 奥田達士
- 中村元太（巣鴨北署刑事） - 瀬川亮
- 鑑識 - 須藤雅宏
- 小寺（巣鴨北署刑事） - 中脇樹人
- 吉村亨（美容院経営者） - 日野誠二
- ポン子（「ヴィーナス」ママ） - 深沢敦
- 橘春江（「くるみや」店主） - 森朝子
- 川名綾子 - 菊池麻衣子
- 室田（巣鴨北署警部補） - 菊池隆則
- 笠井晃（大学の植物講師） - 春海四方
- ボート部の後輩 - 佐伯新
- KR電機社員 - 高橋義永
- 岩瀬好美（ホステス） - 作間ゆい
- 風間健二（チンピラ） - 稲宮誠
- ひったくり犯 - 川向基公
- ひったくり被害者 - 窪田かね子
- 西田一郎（巣鴨北署刑事課長） - ベンガル
- 佐々木冬彦（巣鴨北署署長） - 沢村一樹
- 篠原啓介、二村幸則、富岡晃一郎、小島正晴

## スタッフ
- 原作 - 笹沢左保『山百合殺人事件』（『セブン殺人事件』所収）
- 脚本 - 石倉保志
- 監督 - 大井利夫
- 音楽 - 義野裕明
- プロデューサー - 神山明子、森田昇
- 制作 - テレビ東京、BSジャパン、アズバーズ